# Gösta Almbjerg
Svend Gösta Almbjerg, född 26 februari 1942 i Danmark, död 2024 i Hallaryds distrikt, var en dansk-svensk fotbollsspelare som 1969–1970 representerade Gais i allsvenskan. Under karriären spelade han även för Vanløse IF, Ifö Bromölla IF och IFK Malmö.

## Biografi
Almbjerg började spela fotboll i Vanløse IF, där han spelade med bland andra Finn Laudrup, far till de senare stjärnorna Michael och Brian Laudrup. Han togs även ut i det danska ungdomslandslaget.
Likt många andra danskar vid denna tid lockades han över till Sverige för att spela, och hamnade i Ifö Bromölla IF i division II. Inför säsongen 1969 flyttade han till allsvenska Gais; för detta var han tvungen att bli svensk medborgare, eftersom utlänningar inte tilläts spela i allsvenskan. I Gais spelade Almbjerg säsongerna 1969 och 1970, och under 1969 var han mycket lyckosam som libero/stopper, bland annat briljerade han i en 3–0-match mot Malmö FF. Sammanlagt spelade han 38 matcher (0 mål) för Gais under två säsonger.
När Gais åkte ur allsvenskan 1970 värvades han till IFK Malmö i division II. Efter den aktiva karriären var Almbjerg medlem i IFK Malmös styrelse.